# Solter tenellus
Solter tenellus är en insektsart som beskrevs av Hölzel 1988. Solter tenellus ingår i släktet Solter och familjen myrlejonsländor. Inga underarter finns listade i Catalogue of Life.